# 柳宝全
柳宝全（1947年2月14日—），男，河北唐山人，中华人民共和国政治人物，河北农业大学农学系土壤农业化学专业毕业，大学学历，农学学士。第十一届全国人大河北地区代表。

## 生平
1974年5月，加入中国共产党。历任中共河北唐山市委副秘书长、市委秘书长、市委常委、市委副书记，承德市委副书记、市长、市委书记，河北省委农工部部长，邢台市委书记等职。2003年1月升任河北省人民政府副省长。2007年1月被补选为河北省人大常委会副主任。